# خلفه‌لی
خلفه‌لی (به لاتین: St.Xələfli) یک منطقه مسکونی در جمهوری آرتساخ است که در استان هادروت واقع شده است.